# دين الكائن الكوني
دين الكائن الكوني هي أي ديانة تعتقد بوجود حياة كونية تعتمد على أجسام طائرة كوسيلة للتواصل مع البشر. وأساس معتقد هذه الديانات أنه هناك كائنات تعيش على كواكب في مكان ما في الكون لديها اهتمامات في مساعدة البشر على كوكب الأرض. وبعض هذه الديانات تربط القصص الخارقة، مثل فكرة الملائكة، بمخلوقات أتت من الكواكب البعيدة من خارج مجرتنا، ولقد بدأ الاهتمام بهذه الأفكار إثر انتشار أدب الخيال العلمي (وبخاصة أوبرا الفضاء)، وكتابات أدب الخيال الفاسد الغريب وعلم الأطباق الطائرة، ويعتبر أتباع ديانة السينتولوجيا من أكثرها عددا.

## ملخص الفكرة
يعتقد معتنقوا هذه الديانات أن اكتشاف حضارات كونية، أو وصول كائنات من هذه الحضارات إلى الأرض، هي الوسيلة الأساسية لحل المشاكل الأرضية وخاصة المتعلقة بمشاكل البيئة، والكراهية، والفقر والعديد من المشاكل الاجتماعية والروحية التي نواجهها اليوم.
وبطبيعة الحال، انتشرت ديانات الكائن الكوني في البلاد المتطورة التي تمتلك تقنيات متقدمة مما يجعل قبول أفكار الكائنات الكونية أكثر سهولة لأنصاف المثقفين، ولذلك تنتشر هذه الأفكار في دول الولايات المتحدة، كندا، فرنسا، المملكة المتحدة واليابان. وبدأ استعمال تعابير مثل أجسام غريبة، وأطباق طائرة وكائنات فضائية في الانتشار بين الناس منذ عام 1947. أما الديانات المرتبطة بها، فبدأت بالظهور في خمسينيات القرن العشرين.
وهناك أشكال مختلفة من ديانات الكائنات الفضائية، منها الجدي والأصولي والتي ينتحر أتباعها بسبب معتقداتهم، إلى الجماعات التي تعتبر الفكرة مضحكة وتستعملها في أدب الكوميديا أو الكاريكاتور.

## ديانات كونية مشهورة

### جمعية أثيريوس
هي ديانة كائنات كونية أسسها جورج كنغ عام 1955، والتي تدمج اليوغا ومعتقدات أديان قديمة بفكرة وجود كائنات كونية والتي تهدف إلى منع تدمير كوكب الأرض بمساعدة كائنات فضائية من كواكب أخرى.

### كنيسة دون الذكاء
أسسها إيفان ستاغ عام 1979 وذلك عندما نشر «بيان دون الذكاء رقم 1». وهذه الديانة تعتبر من الديانات الساخرة لاعتمادها على الكثير من المحاكاة لأفكار الكنيسة والدين عن طريق الكوميديا الساخرة. وهناك أكثر من 10,000 تابع لها.
وفي كتاب نشرته الكنيسة عام 1983، ذكر أن كائنات فضائية كونية تسمى «الأكسيين» (بالإنجليزية: Xist) نسبة لحرف X الدال على المجهول) اتصلت بقائدها وأعلمته بنيتها على غزو كوكب الأرض عام 1983. ومع أن الغزو لم يتم، فما يزال أتبعاها يؤمنون بأفكارها ويحتفلون كل 5 يوليو/تموز احتفالا يسمونه احتفالات «يوم الأكس» (بالإنجليزية: X day).

### بوابة الجنة
لقد حصلت جماعة (بوابة الجنة) على الشهرة في عام 1997 عندما انتحر 38 من اتباعها بشكل جماعي لاعتقادهم أنهم مخلوقات فضائية وعليهم الانتحار لركوب مركبة فضائية مخفية وراء مذنب هيل-بوب.

### الكنيسة الصناعية العالمية لمعزي العالم الجديد
هي ديانة أسسها ألان مايكل عام 1973 وانتشرت عن طريق سلسة مطاعم تسمى «هنا والأن» لا تبيع اللحوم وتعتمد على وصفات طبخ كونية. حيث أدعى مايكل أن كائنات فضائية اختطفته إلى مركبة فضائية وبعدها أصبحت تتواصل معه عن طريق الوحي.

### الرئيليين
يعتقد الرائيليين أن كائنات كونية متقدمة تدعى «إلوهيم» (جمع إلوه، المماثلة لكلمة إله) هي من أوجدت الحياة عن طريق الهندسة الجينية، والإستنساخ البشري والتواصل الفكري، كما يعتقدوا أنهم هم من أرسلوا المعلمين والأنبياء عبر التاريخ للشعوب مثل المسيح وبوذا والنبي محمد وتواصلوا معهم إما مباشرة، كملائكة، أو عبر الوحي الذي طوروه بشكل كبير. والفرق بين فكر الرائيليين ومعطم الديانات الأخرى هو اعتقادهم أن جزاء الجنة والرخاء سيحدث خلال حياتنا وليس بعد الممات. who informed humans of each era.

### سينتولوجي
هي ديانة تعتقد بخلود الإنسان الذي نسى أصله وطبيعته، وتعتمد في ذلك على نشاطات تساعد أتباعها على كشف ماضيهم لتحسين حالهم، كالحديث عن كائنات فضائية تتحكم بهم وهي جزء من معتقدهم، فهم يدعون أن حاكم اتحاد الكون، (زينو) أرسل بلايين من الأشخاص ليموتوا على كوكب الأرض منذ أكثر من 75 مليون سنة للحد من تزايد التعداد السكاني في الاتحاد. ومن ثم عبء روحهم في مجمعات. ومن معتقداتهم التي ذكرها قائدهم في كتابه «أوبرا الفضاء» أن روح الأموات ترسل إلى كوكب الزهرة حيث يعاد برمجة روحهم ليتم إرسالها إلى كوكب الأرض ليجدوا جسدا جديدا يعيشوا به، وهذا جزء من معتقد التقمص الروحي الذي يؤمنون به. The Encyclopedic Sourcebook of UFO Religions by جيمس آر. لويس،

### أكاديمية أوناريوس للعلوم
أسست الأكاديمية عام 1954 وتعتمد على البعد الرابع في الفيزياء لإجراء اتصالات بكائنات متقدمة تعيش على موجة أعلى من موجة كوكبنا. كما يؤمنون بالتقمص وبأن حضارات مختلفة سبق وازدهرت في مجموعتنا الشمسية.

### شعوب الكون

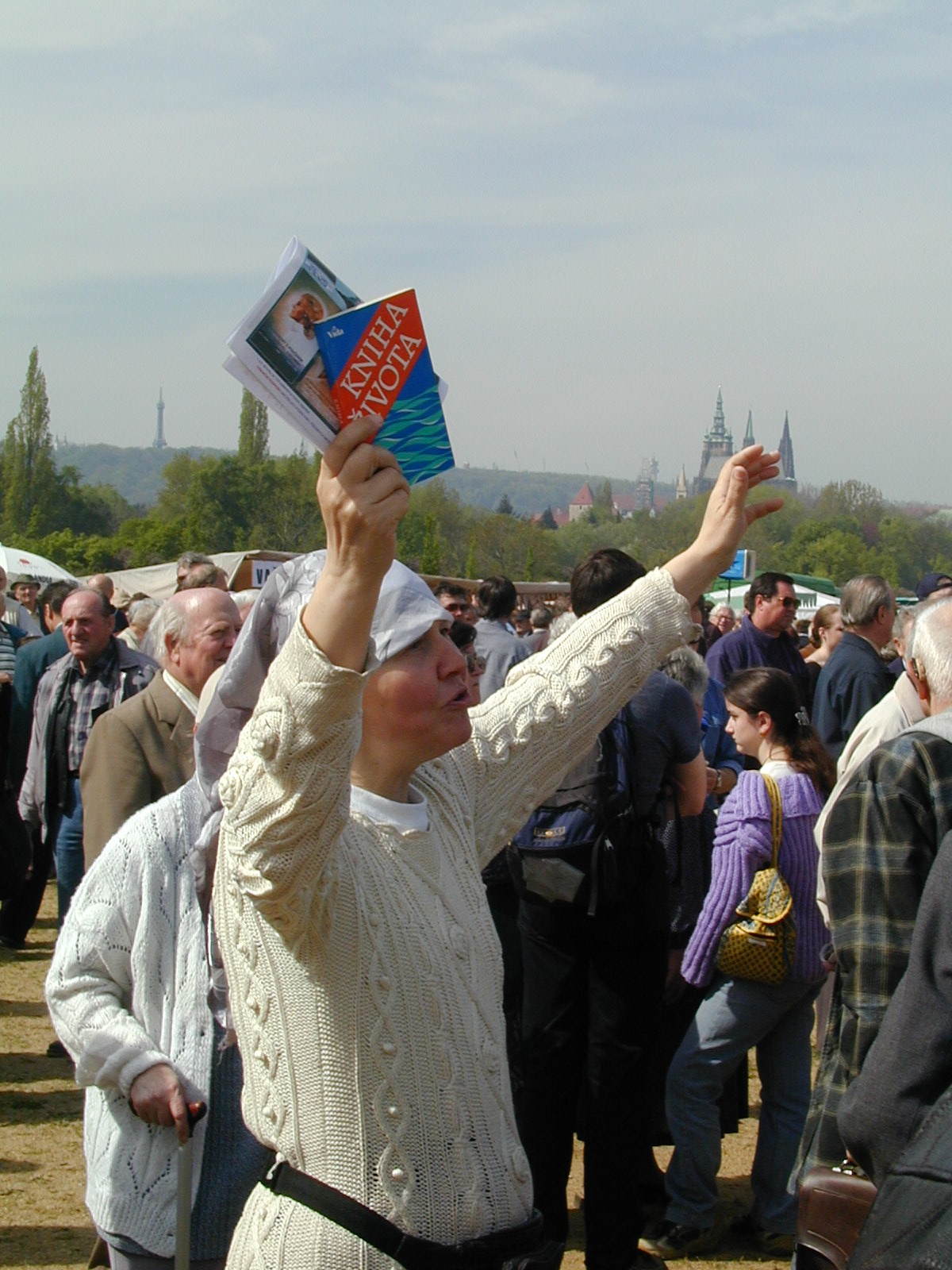
إحدى تابعي شعوب الكون

أو شعوب سلطة النور هي جماعة دينية تشيكية تؤمن بوجود كائنات كونية على تواصل مع قائدها عن طريق الوحي كما عن طريق الإتصال المباشر. ولهذه الكائنات مركبات فضائية تحوم حول الأرض يقودها أشتار تقوم بمراقبة البشر وتساعد فاعلي الخير كما تنقل أتباعها إلى كواكب أخرى.

## إقراء أيضًا
- جمعية أثيريوس
- كنيسة دون الذكاء
- بوابة الجنة
- الرئيلية
- تاريخ البشرية
- ارك فون دانكن